# Karl Reinhardt
Karl Reinhardt (alemany: Karl August Reinhardt)  (Frankfurt del Main, 27 de gener de 1895 - Berlín, 27 d'abril de 1941) va ser un matemàtic alemany.

## Vida i Obra
Després de fer els estudis secundaris a la seva vila natal de Frankfurt on va iniciar una amistat perdurable amb Wilhelm Süss, va començar els estudis universitaris de matemàtiques i física a la universitat de Marburg el 1913, però els va haver d'interrompre l'any següent per l'esclat de la Primera Guerra Mundial. Durant la guerra va treballar al servei auxiliar de les escoles de secundària, cosa que li va permetre seguir estudiant amb David Hilbert a la universitat de Göttingen i amb Ludwig Bieberbach a la universitat de Frankfurt. El 1918 va obtenir el doctorat en aquesta última dirigit per Bieberbach. El 1921 va obtenir l'habilitació docent per donar classes a la universitat de Frankfurt i el 1924 va ser nomenat professor titular a la universitat de Greifswald. Malgrat l'estabilitat familiar i econòmica de la que gaudia, els símptomes de la seva malaltia es van agreujar i va morir a Berlín el 1941 després d'un llarg patiment.
Els treballs científics de Reinhardt són gairebé tots en el camp de la geometria. Va publicar una vintena d'articles científics, entre els quals destaquen els seus articles de 1928 en els que demostra que no es pot tessel·lar el pla amb polígons de més de sis costats, descobreix la primera tessel·la anisoèdrica en tres dimensions. i descobreix cinc tipus de pentàgons irregulars que permeten tessel·lar el pla. L'any 2017, el matemàtic del CNRS Michäel Rao va demostrar que només existeixen 15 tipus de pentàgon que tenen aquesta propietat. Amb els seus treballs va donar resposta al 18é problema de Hilbert.
També va ser molt influent el seu llibre de 1934 Methodische Einführung in die höhere Mathematik (Introducció metòdica a les matemàtiques superiors), que va servir de llibre introductori de matemàtiques a moltes universitat alemanyes.